# Palau Ducal de Màntua

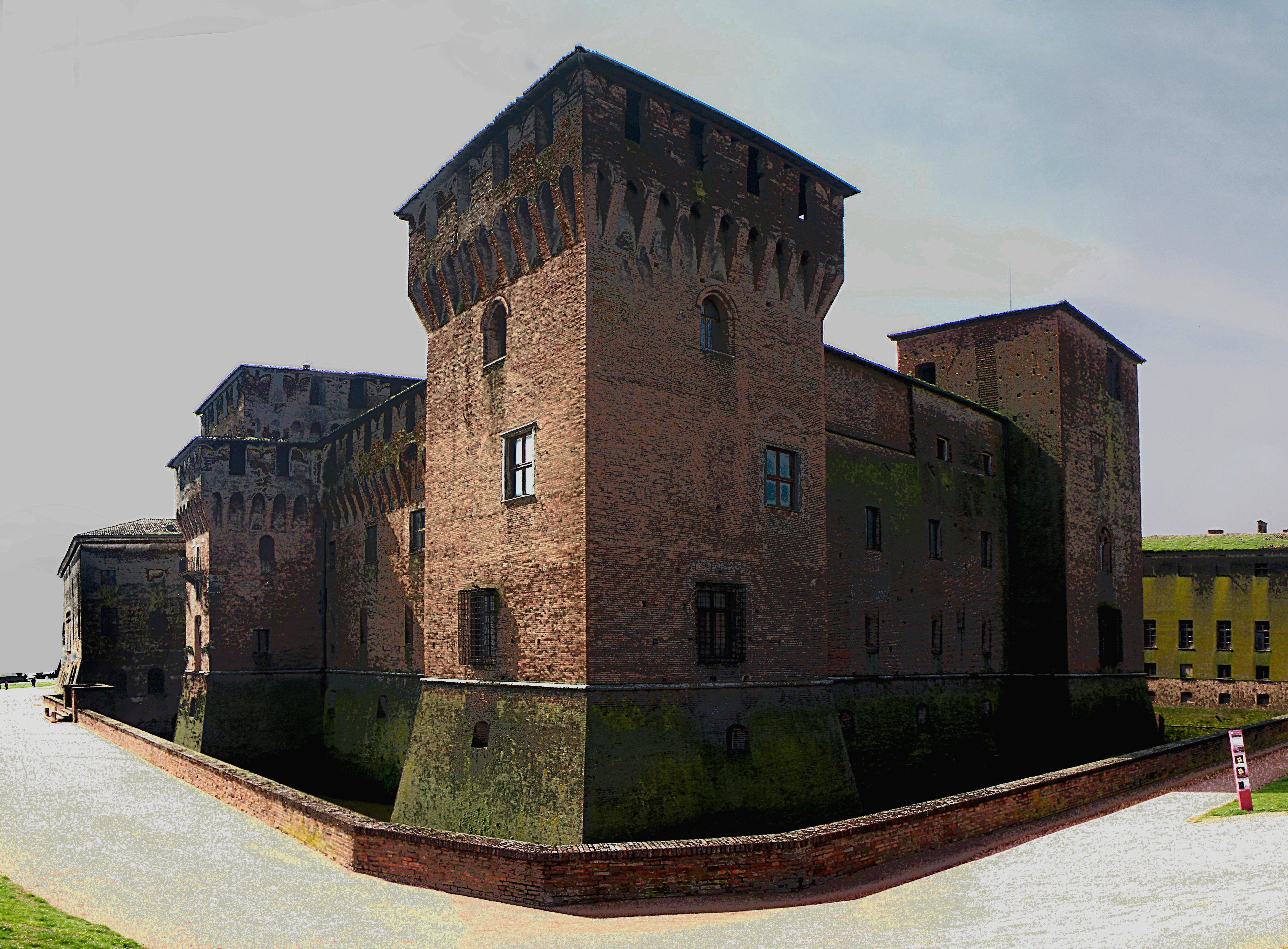
Castell de Sant Jordi.

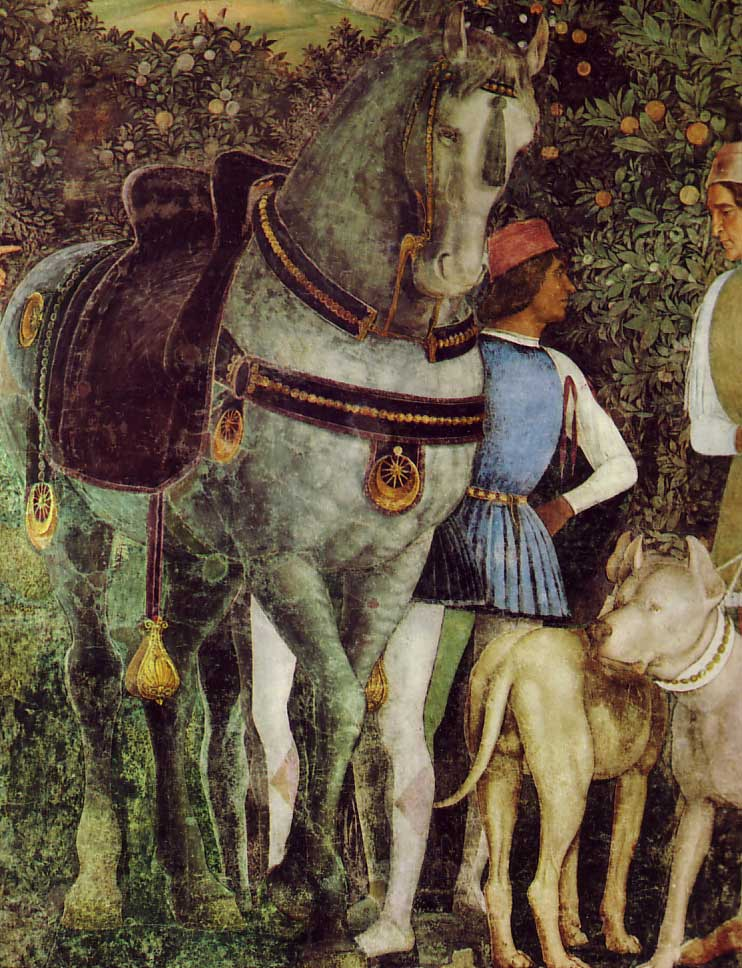
Detall dels frescs d'Andrea Mantegna a la Camera degli Sposi.

El Palau Ducal (en italià: Palazzo Ducale) ocupa una gran part de la porció nord-oriental de la ciutat d'italiana de Màntua, des del segle xiv, la seu ciutadana de la Casa de Gonzaga. Es troba en la Piazza Sardello.

## Història
Més que un Palau Ducal ha de parlar-se d'una ciutat-palau, atès que el complex arquitectònic està constituït per nombrosos edificis units entre si per corredors, passadissos i galeries, amb patis, i grans jardins. Entre aquests edificis hi és el castell de Sant Jordi (Castelló San Giorgio), fortalesa del segle XIV i una basílica. La façana és del segle xv.
Ja abans de l'arribada al poder dels Gonzaga estaven edificats els primers nuclis del Palau, era des del 1308 la residència dels senyors de Màntua els Bonacolsi, encara que la història del complex s'identifica sobretot amb la de la família que va governar la ciutat fins al 1707. Durant el segle xvi i principis del següent va albergar una superba col·lecció de pintures, fins que l'any 1629 el nucli més valuós d'elles va ser venut a Carles I d'Anglaterra i enviat a Londres. El mateix Rubens es va sorprendre de l'abast d'aquesta operació. Malauradament el conjunt es va dispersar després de l'execució del monarca anglès, i avui tot just subsisteix a la Royal Collection la famosa sèrie Els triomfs del Cèsar d'Andrea Mantegna. Altres pintures van caure en mans de Felip IV d'Espanya i avui es conserven al Museu del Prado de Madrid.
Entre altres racons del palau, està l'anomenada Camera degli Sposi (també anomenada Camera picta) situada al Castell de Sant Jordi, que forma part de la «ciutat-palau». Aquests frescs van ser realitzats per Andrea Mantegna entre 1465 i 1475, i dedicats a Lluís III Gonzaga i la seva dona Bàrbara de Brandenburg. La decoració del pintor crea un espai il·lusionista, com si la sala fos una lògia amb tres obertures orientades a paisatges campestres entre arcades i cortines. A més a més, hi ha una sèrie de frescs de Pisanello sobre la llegenda artúrica i un retrat de la família ducal, fet per Rubens, al Salone degli Arcieri.
Quan Màntua es va fer austríaca, les restauracions van prosseguir fins a la segona meitat del segle xviii per obra dels governadors enviats per l'Emperador. Els arquitectes més importants que van intervenir en les obres d'aquest superb conjunt van ser Giovanni Battista Bertani i Bernardino Facciotto.

## Directors d'obres

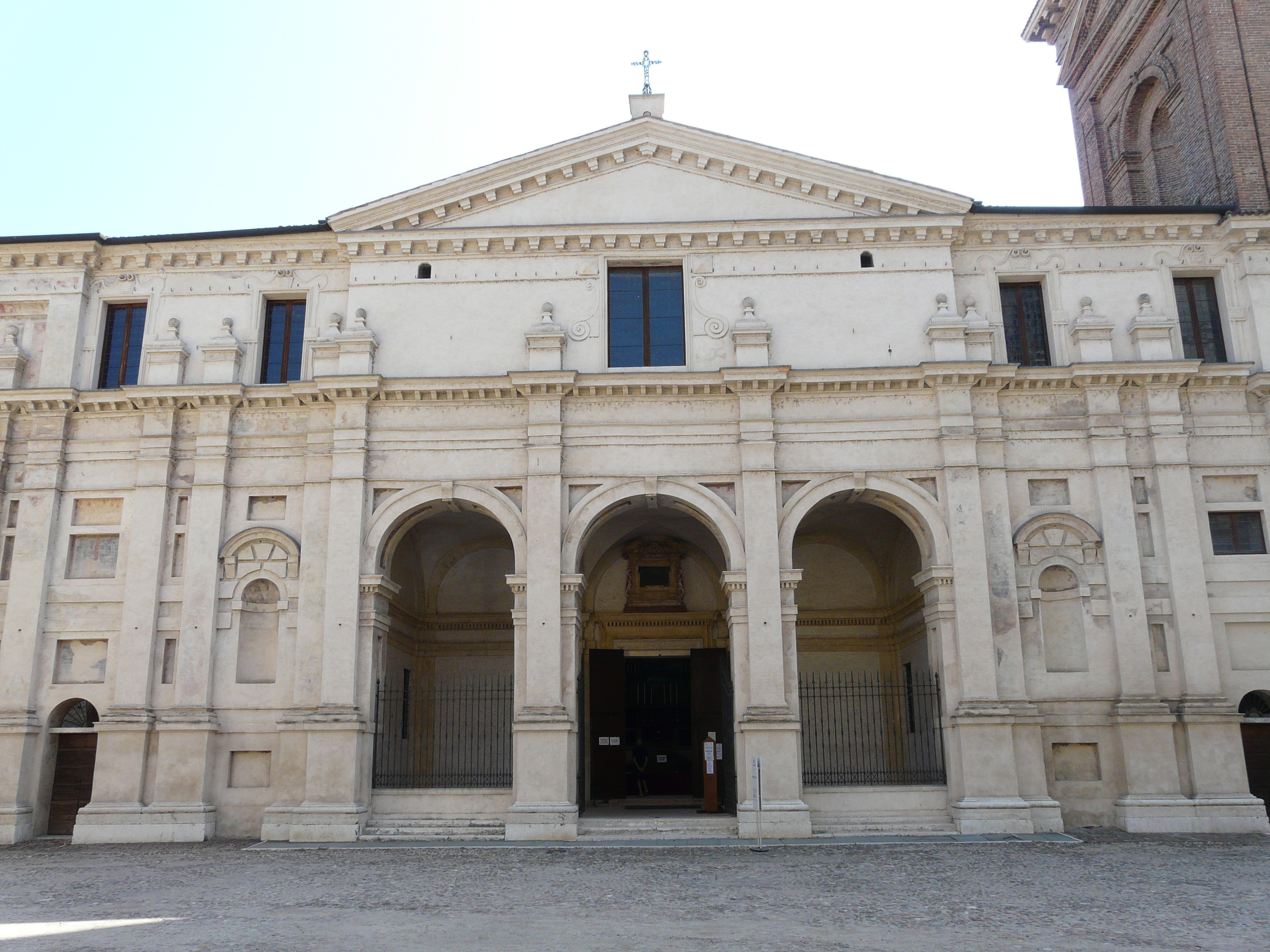
Façana de la Capella palatina de Santa Bàrbara.

Aquests van ser els directors de les obres de construcció i la decoració del palau dels Gonzaga, nomenats des del 1450.
- Luca Fancelli 1450-1490
- Bernardino Ghisolfo 1490-1511
- Battista da Covo 1513-1524
- Giulio Romano 1524-1546
- Giovanni Battista Bertani 1549-1576
- Giovanni Battista Zelotti 1576-1578
- Pompeo Pedemonte 1579-1580
- Bernardino Brugnoli 1580
- Bernardino Facciotto 1580-1581
- Bernardino Brugnoli 1581-1583
- Oreste Biringucci Vannocci 1583-1585
- Pompeo Pedemonte 1585-1587
- Carlo Lombardo 1588
- Giuseppe Dattaro 1590
- Ippolito Andreasi 1590-1591
- Giuseppe Dattaro 1592-1595
- Antonio Maria Viani 1595-1632
- Nicolò Sebregondi 1637-1652
- Daniel van den Dyck 1658-1661
- Frans Geffels 1662-1671
- Fabrizio Carini Motta 1671-1698